# Eutropios (Kämmerer)
Eutropios (lat. Eutropius; † 399 in Konstantinopel) war ein bedeutender spätantiker Politiker am Hof des oströmischen Kaisers Arcadius. Der Eunuch Eutropios, zunächst praepositus sacri cubiculi, also oberster Kammerherr des Kaisers, war seit 395 dessen wichtigster Berater und übte einen kaum zu überschätzenden Einfluss auf den noch jugendlichen Arcadius aus. 399 wurde er zum ersten und einzigen Eunuchen, der jemals das Konsulat erreichte.

## Leben

### Aufstieg
Eutropios wurde als Sklave im Osten des Römischen Reiches nahe der persischen Grenze geboren. Schon als Kind wurde er kastriert und ging seither als Eunuch durch zahlreiche Hände. Zu seinen Besitzern zählte unter anderem ein Soldat namens Ptolemaeus. Dieser verschenkte ihn an den Heermeister Arinthaeus, der unter den Kaisern Julian (361–363) und Jovian (363–364) diente. Nach Arinthaeus’ Tod ging er in den Besitz von dessen Tochter über. Um 379 wurde Eutropios, der bereits in hohem Alter stand, schließlich freigelassen und gelangte unter Theodosius in den Dienst am Kaiserhof. Dort förderte ihn der Heermeister Abundantius, sodass er bald cubicularius wurde, also Kammerherr. Vor dem Kampf gegen den Usurpator Eugenius bekam Eutropios 394 die besondere Aufgabe, den Propheten Johannes in der Thebaischen Wüste nach dem Ausgang des Krieges zu fragen. Seit spätestens 395 war er oberster Kammerherr (praepositus sacri cubiculi; „Vorsteher der heiligen Kammer“).
Nach dem Tod des letzten gesamtrömischen Kaisers Theodosius Anfang 395 wurde das Reich unter dessen minderjährigen Söhnen aufgeteilt (im Nachhinein als Reichsteilung von 395 bezeichnet). Honorius (10 Jahre) wurde Kaiser des Weströmischen Reiches unter der Vormundschaft des mächtigen Heermeisters Stilicho; im Osten wurde der 17-jährige Arcadius Kaiser. Letzterer stand zunächst unter dem Einfluss und der Vormundschaft des Heermeisters Rufinus, gegen den Eutropios intrigierte. Als Rufinus versuchte, seine Tochter mit dem Kaiser zu vermählen, um seinen Einfluss am Hof zu festigen, vereitelte der Kämmerer den Plan. Er sorgte dafür, dass der Kaiser stattdessen Aelia Eudoxia heiratete, die Tochter Bautos, eines hochrangigen Militärs. Im November 395 fiel Rufinus schließlich einem Mordanschlag zum Opfer. An der Verschwörung gegen Rufinus waren vermutlich sowohl Stilicho, der schon vorher mit Rufinus verfeindet gewesen war, als auch Eutropios beteiligt, der nun – zusammen mit dem Vermögen des Ermordeten, das ihm zugesprochen wurde – dessen Macht übernehmen konnte.
Eutropios war nun gemeinsam mit dem Kaiser der mächtigste Mann im Oströmischen Reich, ein Großteil der Politik des Kaisers zu dieser Zeit geht auf sein Konto. Zunächst versuchte Eutropios, den gestiegenen Einfluss der magistri militum, der Heermeister, einzuschränken. Er spann Intrigen gegen die beiden führenden Heermeister Flavius Timasius und Abundantius (der ihm zuvor zum Aufstieg am Hof verholfen hatte), die schließlich verurteilt und verbannt wurden. Ihr Vermögen wurde an Eutropios übertragen. Auf religionspolitischem Gebiet scheint er zunächst kurzzeitig auf einen Entspannungskurs den Arianern gegenüber gesetzt zu haben, indem er den arianischen Eunomianern das Erbrecht zugestand, das ihnen zuvor aberkannt worden war. Schon wenig später allerdings wurden wieder Gesetze erlassen, die den Spielraum für andersdenkende Christen einschränkten.

### Höhepunkt der Macht und Sturz
Etwa 395 waren die Hunnen über die Donau in den Ostteil des Reiches eingefallen und hatten sich im Osten des Reiches festgesetzt, wo sie Stadt und Land plünderten und auch Syrien teilweise einnahmen. Addaeus, der Heermeister des Ostens, scheint machtlos gewesen zu sein, weil das Gros der römischen Truppen nach dem Tod des Theodosius zunächst im Westen verblieben war. Um 398 hatten die Römer schließlich genügend Truppen versammelt, um gegen sie zu kämpfen, und Eutropios übernahm das Oberkommando in diesem Feldzug. Es gelang ihm, die Hunnen nach Armenien und über den Kaukasus zurückzudrängen, wofür er mit dem Titel eines patricius ausgezeichnet wurde. Ihm wurde sogar die besondere Ehre zuteil, für das Jahr 399 zum Konsul designiert zu werden. Damit war er der einzige Eunuch, der je zum Konsul aufstieg. Im Westreich wurde sein Konsulat jedoch nicht anerkannt. 
Eutropios mischte sich auch in die inneren Angelegenheiten der Kirche ein, indem er 398 die Ernennung des Johannes Chrysostomos zum Patriarchen von Konstantinopel durchsetzte. Dieser wurde gewählt, nachdem Eutropios Theophilos, den Patriarchen von Alexandria, durch Drohungen dazu bewegt hatte, Chrysostomos in der Bischofswahl seine Stimme zu geben. Durch dieses Eingreifen machte sich Eutropios jedoch die Kaiserin Aelia Eudoxia zur Feindin, die bereits mit Chrysostomos in Konflikt geraten war. Auch als er in der Folgezeit versuchte, den Einfluss der Kirchen zurückzudrängen, indem er etwa deren rechtliche Befugnisse und das Asylrecht einschränkte, machte er sich keine Freunde.
Zum Sturz des Eutropios kam es in seinem Konsulatsjahr 399. Der gotische Heerführer Tribigild versuchte mit seinen Soldaten einen Aufstand, mit dessen Niederschlagung der Heermeister Gainas (ebenfalls ein Gote) betraut werden sollte. Gainas verlangte jedoch, dass zuerst Eutropios abgesetzt werden sollte. Auch Stilicho, den Arcadius um Hilfe bat, forderte die Entmachtung des Kämmerers, und so gab Arcadius schließlich nach. Er erkannte Eutropios alle Ehren ab und verbannte ihn. Schon bald darauf ließ er ihn hinrichten.
Dieser Eutropios ist nicht zu verwechseln mit dem gleichnamigen Historiker. Auch die Büste des Eutropios zeigt nicht diesen Eutropios, sondern einen sonst unbekannten Provinzgouverneur des 5. Jahrhunderts.